# کینگستون سنت مری
کینگستون سنت مری (به انگلیسی: Kingston St Mary) یک روستا و محله مدنی در بریتانیا است که در تاونتون دین واقع شده‌است. کینگستون سنت مری ۹۲۱ نفر جمعیت دارد.